# Chloropsis media
Il fogliarolo di Sumatra (Chloropsis media (Bonaparte, 1850)) è un uccello passeriforme della famiglia dei Chloropseidae.

## Etimologia
Il nome scientifico della specie, media, è un riferimento alla taglia di questi uccelli, intermedia rispetto a quelle delle altre sottospecie del tordo del Malabar (al quale questi uccelli venivano in passato accorpati proprio come sottospecie).

## Descrizione

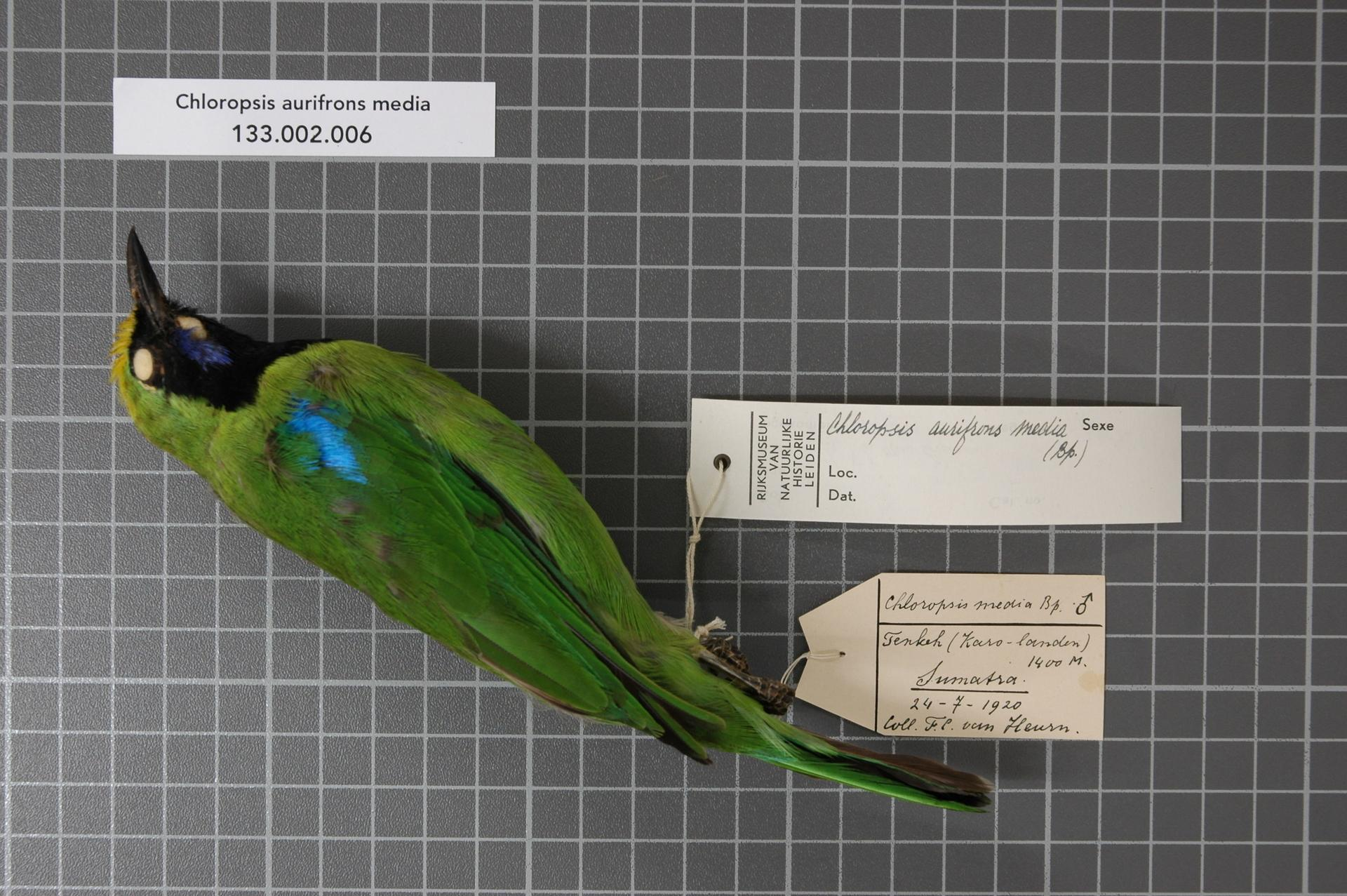
Maschio impagliato.

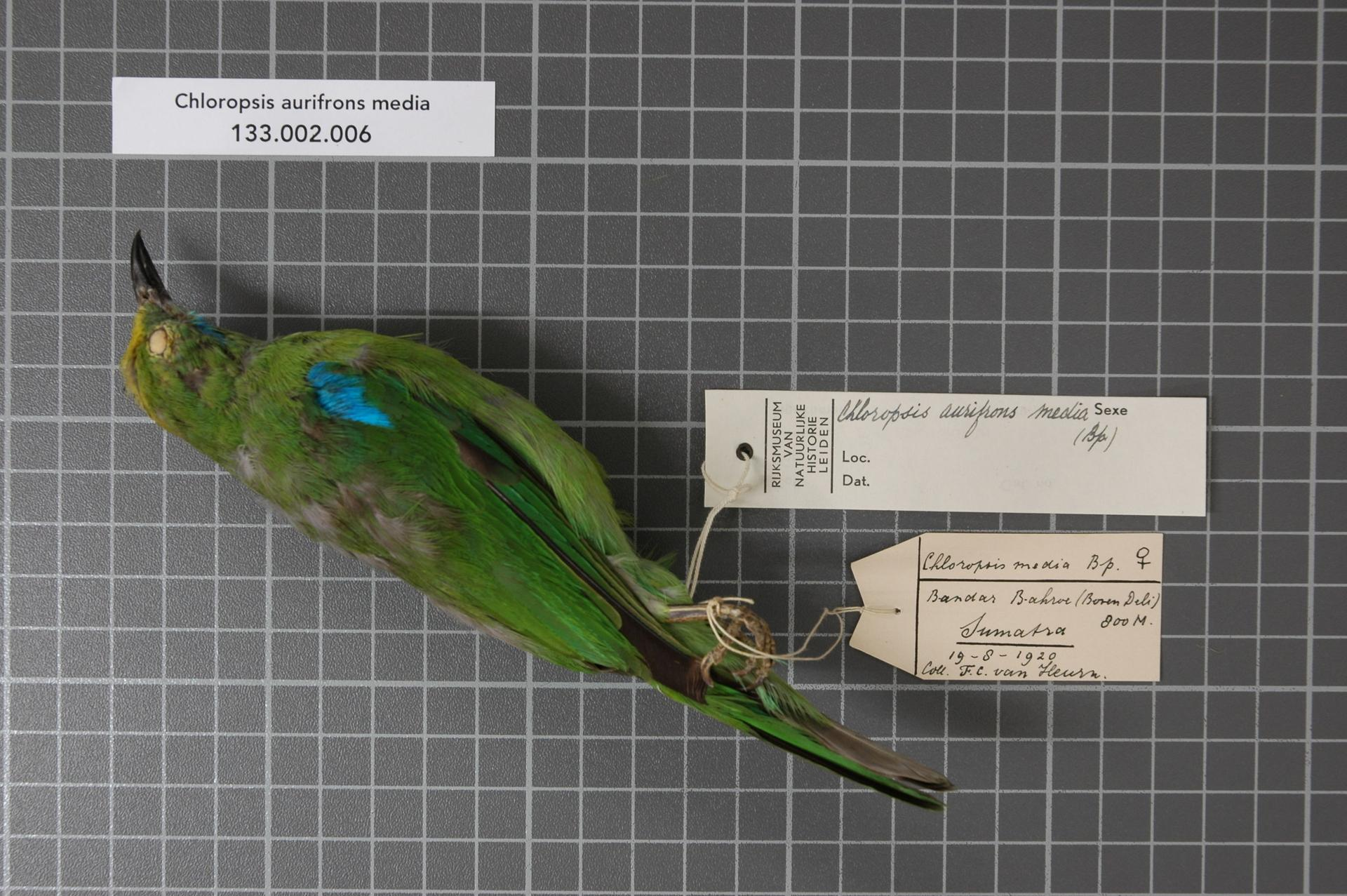
Femmina impagliata.

### Dimensioni
Misura 17,7-18,8 cm di lunghezza, per 40 g di peso.

### Aspetto
Si tratta di uccelli dall'aspetto robusto, muniti di becco conico e allungato, ali arrotondate, coda dall'estremità squadrata e zampe forti.
Il piumaggio presenta dimorfismo sessuale ben evidente: nelle femmine, infatti, la livrea è quasi completamente di colore verde erba, più chiara su petto e ventre e più scura su testa, ali e dorso, con presenza di sfumature gialline sulla testa e coda e orlo delle ali di colore bruno scuro.

Nei maschi, pur rimanendo questi colori (sebbene con sfumature gialline estese anche a petto e fianchi, e sottocoda tendente al biancastro), è inoltre presente una mascherina facciale nera fra i lati del becco, gli occhi e la gola, con presenza di un mustacchio blu metallico ai lati del becco e di fronte e orli della suddetta mascherina di colore giallo: nell'area scapolare, invece, il piumaggio assume sfumature azzurro-bluastre.
In ambedue i sessi il becco e le zampe sono nerastri, mentre gli occhi sono di colore bruno scuro.

## Biologia
Il fogliarolo di Sumatra presenta abitudini di vita diurne e tendenzialmente solitarie (sebbene durante la stagione degli amori questi uccelli vivano in coppie, che rimangono molto unite per la durata del periodo riproduttivo): questi uccelli passano la maggior parte della giornata alla ricerca di cibo nella porzione mediana della canopia.
Si conosce poco riguardo alle vocalizzazioni di questi uccelli: i maschi in cattività, tuttavia, emettono di tanto in tanto canti melodiosi.

### Alimentazione
La dieta del fogliarolo di Sumatra è in larga parte sconosciuta, se si esclude il fatto che questi uccelli sono molto attratti dai fichi maturi: molto verosimilmente, tuttavia, si tratta di onnivori generalisti, come le specie congeneri.

### Riproduzione
Si tratta di uccelli monogami: il loro periodo riproduttivo si estende verosimilmente fra aprile e giugno.
La femmina si occupa della costruzione del nido (a coppa, appeso alla punta del ramo di un albero) e dell'incubazione delle 2-3 uova, che dura 13-14 giorni: in seguito alla schiusa, il maschio (che durante l'incubazione si occupa di nutrire la femmina e di tenere d'occhio i dintorni) collabora con la femmina nell'allevamento della prole. I nidiacei, ciechi ed implumi alla schiusa, sono in grado d'involarsi attorno alle tre settimane di vita, allontanandosi però dai genitori in maniera definitiva solo attorno al mese e mezzo d'età.

## Distribuzione e habitat
Come intuibile dal nome comune, il fogliarolo di Sumatra è endemico di Sumatra, della quale popola l'asse montuoso centro-occidentale (monti Barisan) dall'Aceh centrale al Parco nazionale di Bukit Barisan Selatan.
L'habitat di questi uccelli è costituito dalla foresta pluviale sempreverde di collina, sia primaria che secondaria (purché ben matura).

## Tassonomia
A lungo considerato una sottospecie del tordo del Malabar, col nome di C. aurifrons media, il fogliarolo di Sumatra presenta tuttavia sufficienti differenze a livello sia morfologico che genetico da quest'ultimo, giustificandone così l'elevazione al rango di specie a sé stante, peraltro non particolarmente vicina filogeneticamente al suo vecchio taxon di appartenenza.